# Charles Batteur
Pour les articles homonymes, voir Batteur (homonymie).

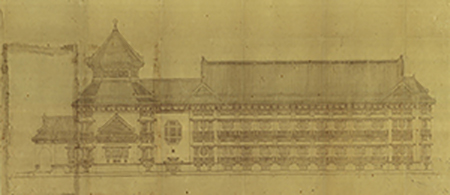
Bản vẽ mặt phía Tây Bảo tàng Viện Viễn Đông Bác cổ Pháp par Charles Batteur (1925).

Charles Batteur, né à Paris le 14 mai 1880 où il est mort le 16 septembre 1932, est un architecte et archéologue français. 

## Biographie
Il exerce dès le 7 janvier 1905 dans les services civils au Laos en tant qu'inspecteur des Bâtiments civils. En 1919, il devient inspecteur du Service archéologique.
À Vientiane, il est chargé de la restauration du Vat Sisakhet qui doit recevoir des collections laotiennes. Conservateur par intérim du groupe d'Angkor d'août 1920 à janvier 1922, il dégage le temple de Banteay Kdei et, au Tonkin, prend part à la réfection de diverses pagodes, dont entre autres, à Hanoi, du Van Miêu et de la Môt Côt. 
Membre de l'École française d'Extrême-Orient de 1921 à 1932, enseignant d'architecture à l'École des beaux-arts de l'Indochine, il participe avec Ernest Hébrard, à la création du musée de l'École à Hanoï par des dessins et des notices, qu'il publie dans le Bulletin de l'École française d'Extrême-Orient en 1926. À partir de 1930, il dirige la Conservation des monuments historiques de l'Annam-Tonkin.

## Publication
- 1932 : Dînh de Dînh-bàng (province de Bac-Ninh, Tonkin), Paris, Les éditions G. van Oest[6]